# Piloto automático
Piloto automático ist das dritte Studioalbum des kubanischen Singer-Songwriters Diego Gutiérrez. Wie Gutiérrez' frühere Werke zeigt es eine große Vielfalt und generische Vielseitigkeit, die von Pop-Rock bis lateinamerikanischer Musik reicht, mit einer Mischung und Fusion aus kubanischer Musik, Nueva Trova und Volksmusik.

## Produktion
Dieses Album wurde in den Abdala Studios (Havanna, Kuba) aufgenommen, mit einer Plattenproduktion, die auf den Arrangements von Emilio Martiní basiert, und einem variablen Format von Musikern, die nach der generischen Vielfalt des Albums ausgewählt wurden. Piloto automático repräsentierte eine Rückkehr zu reflexiven und nostalgischen Liedern, obwohl es einige mit einer optimistischeren Atmosphäre und einem optimistischeren Geist gibt.

## Titelliste
1. Sólo viví (Diego Gutiérrez)
2. La casa se vuelve contra mí (Diego Gutiérrez) --feat. David Torrens
3. Las leyes del Tarot (Diego Gutiérrez)
4. Quien provoca una pena (Diego Gutiérrez)
5. Piloto automático (Diego Gutiérrez)
6. Algo hice mal (Diego Gutiérrez)
7. Sin palabras (Diego Gutiérrez)
8. Migas de pan (Diego Gutiérrez)
9. Todas las noches de un año (Diego Gutiérrez)
10. Como antes (Diego Gutiérrez)

## Albumstaffel
- Gesang, akustische Gitarre und Hintergrundgesang: Diego Gutiérrez
- E-Gitarre, akustische Gitarre und Hintergrundgesang: Emilio Martiní
- Keyboard und Programmierung: Emilio Martiní
- E-Bass Track 1: Jan Cruz
- Kontrabass auf Track 6: Gastón Joya
- E-Bass und Kontrabass auf den anderen Tracks: David Faya
- Schlagzeug: Otto Santana
- Akustisches Klavier auf den Titeln 4, 5 und 6: Miguel Ángel de Armas
- Nebenfach Schlagzeug und Sonstiges: Yosvany Betancourt
- Saxophon auf Track 6: Jamil Scherry
- Violine auf Track 8: Jelien Baso
- Quena auf Bahn 5: Rodrigo Sosa
- Begleitgesang auf den Titeln 1, 2, 4 und 5: Merlin Lorenzo, Rubiel Martin und Elisabeth Padrón
- Zweiter Gesang auf den Titeln 1, 3, 5, 7 und 9
- Zweiter Gesang auf den Titeln 1, 3, 5, 7 und 9
- Gastkünstler in La casa se vuelve contra mí: David Torrens
- Samples auf Track 3: ̈The Beatles ́ ́Lucy in the sky with diamonds ̈
- Produzent: Emilio Martiní und Diego Gutiérrez
- Ausführender Produzent: Brenda Besada
- Aufnahme: Ing. Daelsis Pena
- Postproduktion: Ing. Merlin Lorenzo
- Mischung: Ing. Jose Raúl Varona
- Mastering: Ing. Orestes Águila
- Fotos: Alejandro Azcuy
- Albumcover: Juan Carlos Viera